# Veverské Knínice
Veverské Knínice é uma comuna checa localizada na região de Morávia do Sul, distrito de Brno-Venkov.